# بولشوی کلتی
بولشوی کلتی (انگلیسی: Bolshoy Keltey) یک شهرک در شهرستان کالتاسینسکی استان باشقیرستان کشور روسیه است.